# Marzahn
Marzahn, Berlin-Marzahn – dzielnica (Ortsteil) Berlina w okręgu administracyjnym Marzahn-Hellersdorf. Od 1 października 1920 w granicach miasta.